# Arboridia brevis
Arboridia brevis är en insektsart som först beskrevs av Ribaut 1931.  Arboridia brevis ingår i släktet Arboridia och familjen dvärgstritar. Inga underarter finns listade i Catalogue of Life.